# Akadiemiczeskaja (stacja metra w Petersburgu)
Akadiemiczeskaja (ros. Академи́ческая) – trzecia stacja linii Kirowsko-Wyborskiej, znajdującego się w Petersburgu systemu metra.

## Charakterystyka
Stacja Akadiemiczeskaja została otwarta 31 grudnia 1975 roku. Autorami projektu architektonicznego stacji są: W. P. Szuwałowa (В. П. Шувалова), W. G. Chilczenko (В. Г. Хильченко), A. S. Gieckin (А. С. Гецкин) i S. S. Kostienko (С. С. Костенко). W jej pobliżu znajdują się nie tylko różnego typu placówki edukacyjne i instytuty naukowo-badawcze, ale także same nazwy ulic związane są z naukowcami oraz sowieckimi osiągnięciami naukowymi. Sąsiedztwo tego rodzaju otoczenia, sprawiło, że nadano jej nazwę Akadiemiczeskaja. Swym wyglądem wzorowana była na moskiewskiej stacji Majakowskiej. Jest to przykład stacji głębokiej kolumnowej, jej kolumny w formie łuków zostały obłożone aluminium, sklepieniu także nadano formę półkola o jasnej barwie. Wystrój wnętrz, zgodnie z nazwą stacji, ma nawiązywać do sowieckiej nauki. Dominującą barwą jest biel. Ściany wyłożone są białym marmurem, a posadzki szarymi blokami granitu. Stacja dysponuje zestawem czterech schodów ruchomych. Petersburska Akadiemiczeskaja oprócz wspomnianej moskiewskiej Majakowskiej, ma wykazywać także podobieństwo do innej stacji stołecznego metra, Puszkinskiej.
Na jednej ze ścian stacji umieszczony został cytat z Włodzimierza Lenina, dotyczący roli i rozwoju nauki w nowoczesnym społeczeństwie. W 2005 roku nastąpiła wymiana oświetlenia. Akadiemiczeskaja położona jest na głębokości 64 metrów. Pociągi na stacji kursują od godziny 5:35 do godziny 0:40 i w tym czasie jest ona otwarta dla pasażerów.